# Левинський Степан Іванович
Степан Іванович Левинський гербу Сас (1897, Львів — 8 жовтня 1946, Гап, департамент Верхні Альпи, Франція) — український письменник, мандрівник, сходознавець, культуролог, дипломат.

## Біографія
Народився 1897 року у м. Львові в родині архітектора Івана Левинського та Марії Левинської з Броніковських. Закінчив гімназію та Львівську політехніку зі ступенем інженера-хіміка. Студіював у Брюсселі (Бельгія). 1922 року виїхав до Парижа. Закінчив японський відділ Школи державних мов (1929) та Школу політичних наук (обидві в Парижі). Мешкав у Японському домі, де в оточенні японців вдосконалив знання мови та звичаїв. У 1936—1940 роках працював торговельно-економічним референтом і перекладачем з японської мови в польському консульстві в Харбіні. Жив у Шанхаї, Пекіні. Цю посаду отримав за підтримки Українського національно-демократичного об'єднання (УНДО), головним чином до цього приклався віце-маршалок польського сейму Василь Мудрий. У січні 1939 року подав заяву про резигнацію з огляду на антиукраїнську акцію Польщі (ліквідація Карпатської України), але під тиском УНДО відкликав цю заяву.
У 1942—1946 роках був перекладачем з японської мови у французько-японському комітеті при правлінні губернатора Індокитаю. Співпрацював в україномовному часописі «Український голос на Далекому Сході» (виходив з 1 листопада 1941 у Шанхаї). Взяв участь у підготовці першого українсько-японського словника (Харбін, 1944). Після Другої світової війни евакуйований до Франції.
Помер 8 жовтня 1946 року у м. Гап (Франція).

## Творчість
Малознаний українському читачеві письменник-мандрівник Степан Левинський був відомий у Галичині в 30-х роках XX століття як автор талановитих подорожніх нарисів (тревелогів) про мандрівки Близьким і Далеким Сходом, які вийшли окремими книгами: «Від Везувія до пісків Сахари» (1926), «З японського дому» (1932), «Схід і Захід» (1934), «Хатина буддійського самітника» (1934), «Враження з Японії» (1942—1944). За книжку «З Японського дому» 1933 року одержав премію Товариства письменників і журналістів імені Івана Франка. 
У 1934—1935 роках публікувався у львівському часописі «Назустріч».
Книги Степана Левинського, особливо «Схід і Захід», є цінним внеском в українську подорожню літературу початку XX століття, цікавими й самобутніми виданнями, що пронизані водночас ліризмом і філософічністю, тонкою обсервацією екзотичного світу Африки й Далекого Сходу, не менш далекого багатьом сучасним читачам, як і кілька десятиліть тому.
Писав про японську поезію (переклади С. Гординського), архітектурні пам'ятки Львова та їхню реставрацію.

## Аудіозаписи творів
Степан Левинський. Прозова мініатюра "Дощ і кохання": https://www.youtube.com/watch?v=CWhF4B9EYFc